# Lopenické sedlo
Lopenické sedlo je výrazný orientační bod (v nadmořské výšce 685 metrů) na spojnici mezi vrcholy Malý Lopeník (881 m n. m.) a Mikulčin vrch (799 m n. m.) v pohoří Bílé Karpaty.

## Podrobněji
Lopenické sedlo bylo vytvořeno snosem drobných částeček hornin, které byly unášeny silnými větry. V místě se nalézá křižovatka dvou turisticky významných cest. Je to především zeleně značená turistická trasa (Via Czechia–jižní) vedoucí od rozhledny z vrcholu Velkého Lopeníku (911 m n. m.) přes vrchol Malého Lopeníku (881 m n. m.), dále pak přes vrch Kobylec (845 m n. m.), Lopenické sedlo až na Mikulčin vrch (799 m n. m.). V sedle zelenou značku protíná žlutě značená turistická trasa vedoucí z obce Lopeník přes Lopenické sedlo a dále pak (souběžně se zelenou Via Czechia–jižní) na Mikulčin vrch.
Z Lopenického sedla je při pohledu zhruba východním směrem (od sedla asi 3,5 km vzdušnou čarou) vidět (v Lopenické hornatině) vyhlídkový vrch Kykula (746 m n. m.) nacházející se nedaleko slovensko–české hranice. Při pohledu na severozápad je z Lopenického sedla vidět asi 15 km vzdušnou čarou vzdálené město Uherský Brod.